# 第十二代諾森伯蘭公爵拉爾夫·珀西
第十二代諾森伯蘭公爵拉爾夫·喬治·阿爾吉儂·珀西 DL（1956年11月16日—）是一名大不列顛貴族及土地主，並擔任珀西家族的族長。他曾在1995年前使用拉爾夫·珀西勳爵作為禮節性頭銜。

## 生平

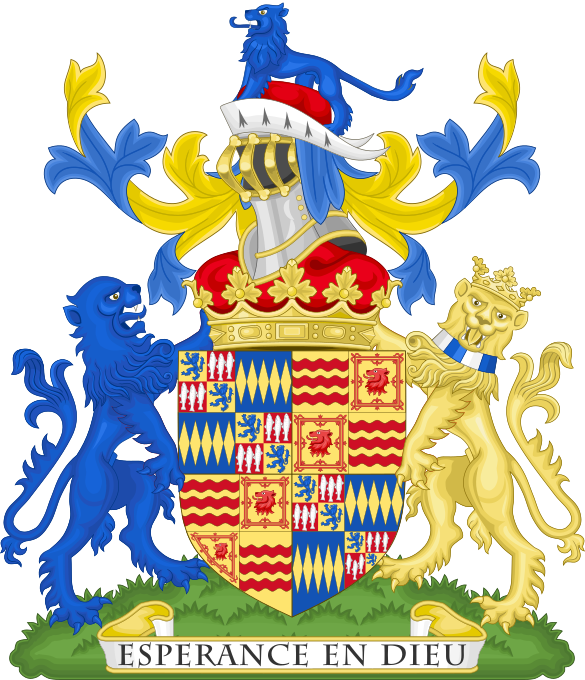
諾森伯蘭公爵所使用的紋章，以「仰望上帝（Esperance En Dieu）」為銘言。

拉爾夫·珀西是第十代諾森伯蘭公爵休·珀西與公爵夫人伊莉莎白·斯科特女勳爵的次子。
拉爾夫曾就讀於伊頓公學，並分別在牛津大學和雷丁大學修讀歷史系和土地管理系。他在畢業後於阿倫德爾城堡工作約七年，其後則回到諾森伯蘭郡協助其兄長、第十一代公爵亨利管理諾森伯蘭公爵家族的祖宅阿尼克城堡。
由於第十一代公爵終身未婚且未育有子嗣，拉爾夫在兄長亨利於1995年去世後隨即繼承了諾森伯蘭公爵爵位。他亦因此成為英國上議院的俗職議員，直到《1999年上議院法令》生效並廢除世襲貴族的當然席位為止；但根據《漢薩德英國議會議事錄》記錄，他在擔任上議院議員期間實際上從未提出過任何議案或發言。
公爵現在主要負責管理諾森伯蘭房地產（持有公爵家族資產的公司），以及其附屬公司和與其關聯的信託基金。該公司在蘇格蘭諾森伯蘭郡、倫敦、薩里郡和泰恩賽德等地都擁有土地及房產。拉爾夫在2011年星期日泰晤士報富豪榜中排行第248名，預計擁有的財產高達3.15億英鎊。他或諾森伯蘭房地產公司亦是家族祖宅阿尼克城堡的擁有人；諾森伯蘭公爵家族同時也持有沃克沃斯城堡、普拉德霍城堡、錫永宮、休恩公園、休恩修道院、奧爾伯里公園和布里茲利塔等多處房產和歷史建築。諾森伯蘭房地產公司名下共管理約100,000英畝（400平方）的土地，包括了4,000英畝（16平方）的林地和20,000英畝（81平方）的農地，另外亦僱有超過100名佃農負責打理餘下的土地。
2003年，公爵因在公開市場而非以較低的價格向國家美術館出售拉斐爾畫作《粉紅色的聖母》，因而遭到批評；但他在此前曾就當時發生的口蹄疫疫情，減免了名下佃農百分之十的租金以舒緩他們的財政壓力。公爵曾對建造風力發電廠持反對態度，然而他亦在2009年撥款修復了一處水力發電機，並以其產生的可再生能源為其名下位於阿尼克的房產供電。
2012年9月25日，由諾森伯蘭房地產公司管理、位於紐伯恩的一處涵洞倒塌，造成附近房屋被水淹沒。公司於2014年4月8日宣佈將拍賣逾80項藝術藏品，以此籌集約1,500萬英鎊，用作支付該次意外的維修費用及賠償金。拍賣會於同年7月在蘇富比舉行，最終拍賣得3,200萬英鎊。
公爵原定打算在其所擁有的37幅逾百年歷史的社區農圃土地上興建房屋。2021年10月，由於超過900人參與聯署阻止公爵的計劃，再加上當地的規劃委員會投票亦投票否決，公爵的建造房屋計劃被迫擱置。公爵在此前曾發函通知土地使用者，告知他們若發展計劃因媒體報導而受阻，他將禁止他們進入土地範圍。

## 婚姻與子嗣
拉爾夫在1979年7月21日與簡·理查德結婚。二人育有四名子女：
- 凱瑟琳·莎拉·珀西女勳爵（英语：Lady Katie Percy）（出生於1982年6月23日）：任職槍匠及機械師。她和帕特里克·瓦倫丁在2011年2月26日結婚[18]，二人未育有任何子嗣，並於2014年離婚[19]。
- 珀西伯爵喬治·多米尼克·珀西（英语：George Percy, Earl Percy）（出生於1984年5月4日）：諾森伯蘭公爵爵位的法定繼承人，擔任熱刺地熱公司的行政總裁[20]。
- 梅麗莎·簡·珀西女勳爵（英语：Lady Melissa Percy）（出生於1987年5月20日）：任職時裝設計師，並曾是一名專業網球選手。她在2013年6月22日與任職房地產經紀的托馬斯·范·斯特勞本澤（英语：Thomas van Straubenzee）結婚，男方曾是威廉王子和哈利王子在學時期的好友[21]。兩人在2016年離婚[22]；梅麗莎其後在2020年12月19日與美國金融家雷米·特拉弗萊特（英语：Remy W. Trafelet）再婚[23]，並育有一個女兒[24]。
- 馬克斯·拉爾夫·珀西勳爵（出生於1990年5月26日）：2017年7月15日在赫施布倫宮（英语：Schloss Hirschbrunn）的聖母升天城堡禮拜堂與奧廷根-斯皮爾伯格（英语：Oettingen-Spielberg）的諾拉公主結婚[25][26]。夫妻育有一個女兒[27]。

## 外部連結
- 諾森伯倫房地產官方網站 （页面存档备份，存于）
- 阿尼克城堡網站 （页面存档备份，存于）
- 錫永公園網站 （页面存档备份，存于）

| 大不列顛貴族爵位               | 大不列顛貴族爵位        | 大不列顛貴族爵位 |
| ------------------------------ | ----------------------- | ---------------- |
| 前任者： 第十一代公爵亨利·珀西 | 諾森伯蘭公爵 1995年至今 | 現任             |